# 51 Dywizja Strzelecka (ZSRR)
51 Dywizja Strzelecka (ros. 51-я стрелковая дивизия) – związek taktyczny piechoty Armii Czerwonej.
W czerwcu 1941 roku w składzie 14 Korpusu Strzeleckiego, 9 Armii, Odeskiego Okręgu Wojskowego. Przed napaścią hitlerowską stacjonowała w rejonie delty Dunaju, gdzie odbywała solidne szkolenie, właściwe jednostkom specjalnym. Dywizja została rozformowana 28 listopada 1942 roku.
Powtórnie sformowana 15 kwietnia 1943 na bazie 15 Brygady Strzeleckiej.

## Dowódcy dywizji
- kombrig Piotr Cyrulnikow (był w 1939)[2]

## Struktura organizacyjna
Skład w czerwcu 1941:
- 23 Pułk Strzelecki
- 287 Pułk Strzelecki
- 348 Pułk Strzelecki
- 263 Pułk Strzelecki (od 12.07.1941; wcześniej w 25 DS)
- 218 Pułk Artylerii Lekkiej
- 225 Pułk Artylerii Haubic
- 277 dywizjon artylerii przeciwpancernej
- 774 dywizjon moździerzy
- 165 dywizjon artylerii przeciwlotniczej (231 baplot)
- 30 batalion rozpoznawczy
- 44 batalion saperów
- 50 batalion łączności
- 115 batalion medyczno-sanitarny
- inne pododdziały